# Tuguridiplosis
Tuguridiplosis är ett släkte av tvåvingar. Tuguridiplosis ingår i familjen gallmyggor.
Kladogram enligt Catalogue of Life:
| Tuguridiplosis | \| \| Tuguridiplosis abdita \| \| \| \| \| \| Tuguridiplosis cordata \| \| \| \| |
|                | \| \| Tuguridiplosis abdita \| \| \| \| \| \| Tuguridiplosis cordata \| \| \| \| |
|                | Tuguridiplosis abdita                                                            |
|                |                                                                                  |
|                | Tuguridiplosis cordata                                                           |
|                |                                                                                  |